# Чай
Чай — напиток из специально обработанных и заваренных листьев одноимённого растения.
Словом «чай» также обозначают готовые для заваривания чайные листья, которые в процессе переработки подвергаются завяливанию, скручиванию, ферментации и сушке.
В широком смысле чаем может называться любой напиток, приготавливаемый из различных других растительных компонентов, например травяной чай, фруктовый чай, копорский чай (иван-чай), парагвайский чай (мате), каркаде, ройбуш.

## Этимология
В разных языках мира в основном есть два разных произношения слов, представляющих чай — чай (chai) и ти (tea). В начале колониальной истории шестнадцатого века Португалия была первой страной, привезшей чай и привычку пить напиток из него в Европу. В то время она торговала с чжунваньским районом и провинцией Гуандун. Название чая, пришедшее оттуда — чай (chai) — было перенято португальцами и завезено в другие колонии, такие как Бразилия. Кроме того, это обозначение также вошло в арабские страны и Россию с развитием сухопутной торговли.
Во времена правления династии Цин в семнадцатом веке Китай и Япония ввели политику морского эмбарго. Контроль внешней торговли был очень строгий. В то время Тайвань ещё не был оккупирован Чжэн Чэнгуном и на острове размещались испанские и голландские колонии. Поскольку провинция Фуцзянь находится рядом с Тайванем, а также сама Фуцзянь не подходит для ведения сельского хозяйства, то население контрабандно торговало чаем. Поскольку на диалекте амой слово «чай» произносится как те, голландские и испанские колонисты переняли это произношение. В XVI и начале XVII века голландцы доминировали в торговле в Южной и Юго-Восточной Азии и слово те перекочевало в Испанию, Францию, Германию, Италию, Великобританию и другие страны и их колонии.
Название напитка пишется и произносится как 茶 ча на пекинском и гуандунском наречиях китайского языка, те — на амойском и тайваньском, на хинди — चाय чай.

## История
Первоначально чай использовался в качестве лекарственного средства. Его употребление в качестве напитка широко распространилось во время китайской династии Тан.
Самым старым из когда-либо обнаруженных чайных листьев около 2100 лет, они были обнаружены Институтом археологии провинции Шэньси (Китай) во время раскопок мавзолея Хан Ян Лин в период с 1998 по 2005 год.
Открытие чая показывает, что чай был выращен 2100 лет назад во времена династии Западная Хань (207 г. до н. э. — 9 г. н. э.), что на несколько столетий старше, чем ранее обнаруженные находки.

### Мифы и предания
Согласно китайской культуре, чай был открыт культурным героем Шэнь-нуном, покровителем земледелия и медицины, одним из Трёх Великих, создавших все ремёсла и искусства.
По преданию, Шэнь-нун путешествовал в поисках целебных трав с котлом на треножнике, в котором кипятил воду для целебных отваров.
Другой миф, более позднего происхождения, приписывает изобретение чая знаменитому буддистскому проповеднику, основателю чань-буддизма Бодхидхарме. По преданию, в 519 г. н. э. Бодхидхарма предавался медитации, но уснул. Проснувшись, в гневе он вырвал ресницы (или отрезал себе веки) и бросил на землю. На следующий день в этом месте выросли саженцы чайного дерева. Бодхидхарма попробовал отвар из листьев и обнаружил, что они прогоняют сон.
Согласно этой легенде, Бодхидхарма бросил свои вырванные веки на склон горы Ча. На этом месте выросло растение — известный всему миру чай. Также считается, что в этом месте вырос тот чай, который называется байхао (кит. 白毫 — «белые ресницы»), от которого произошло русское «байховый». Церемония чаепития считается очень важной в практиках и учении чань-буддизма. Существует поговорка «Чай и чань имеют один вкус».

### Чай в Китае
Именно в Китае стали впервые употреблять чай в качестве лекарства, а затем и напитка. Именно от китайского названия чая (те — в южных диалектах, ча — в северных и в кантонском) происходят названия чая в разных языках, причём выбор северного или южного произношения указывает на преобладавший способ доставки чая: соответственно, по суше или по морю.
Уже при династии Хань чай использовался в качестве лекарства. В V веке н. э. чай стали употреблять как напиток, сначала при императорском дворе и в монастырях, а затем на постоялых дворах и в частных домах. Во времена династии Тан (VII—IX вв.) его начали продавать тюркским народам. Ко второй половине первого тысячелетия устоялись правила употребления чая, китайцы отказались от варки чая, которая ранее практиковалась, и перестали добавлять в чай соль. В 778 году Лу Юй написал «Канон чая» (Ча цзин). В то время чай обычно приготовлялся в виде брикетов, перед завариванием толокся в ступке. При династии Сун в употребление вошёл листовой чай и чай в виде порошка (его взбивали венчиком с небольшим количеством воды), а чаепитие превратилось в изысканное времяпрепровождение, вершиной которого была Сунская чайная церемония. Именно такой вариант приготовления чая позаимствовали японцы, позже включив его в свою чайную церемонию.
Угасание чайной культуры Китая в XIII веке связывают с монгольским нашествием, в результате которого многие культурные достижения были забыты. Лишь в эпоху династии Мин чайная культура возродилась, но уже на другой основе: китайцы перешли полностью на листовой чай, преимущественно зелёный, который настаивали в горячей воде. Именно с таким чаем и методом его приготовления впервые познакомились европейцы, в том числе русские. Признанным ценителем чая и чайной культуры являлся могущественный маньчжурский император Китая Хунли (1736—1795).
Серьёзным ударом по китайской культуре вообще, и чайной в частности, стали политические потрясения XVIII—XIX веков, опиумные войны, затем — войны и революции первой половины XX века. Все эти события привели к тому, что Китай, до первой половины XIX века производивший практически весь чай, поступавший на мировой рынок, полностью потерял свои позиции и в некоторые периоды вообще чай не вывозил. В течение десятилетия социалистического правления после 1949 года ситуация начала выправляться, но Культурная революция объявила чайные традиции ненужным излишеством. В результате традиционная чайная культура Китая практически погибла, относительно сохранившись лишь в китайских диаспорах других государств, а также на Тайване. С середины 1970-х годов в Китае и на Тайване чайные традиции возрождаются, так что современной чайной культуре Китая не более 40 лет, и её нельзя считать окончательно устоявшейся. Так, например, практически в каждом чайном клубе практикуется свой порядок китайской чайной церемонии.
В настоящее время в Китае потребляется и производится огромное количество сортов чая, простых и ароматизированных. Доля Китая в экспорте чая вновь растёт, поднявшись с нескольких процентов в 1980-х годах до четверти и более мирового производства чая.

### Чай в Японии
В Японии чай известен, по крайней мере, с IX века, тогда же из Китая были привезены семена чая. В первые века это был напиток буддистских монахов и дворцовой знати (с тех пор, как его стал пить император Сага). В быт самураев чай был введён после того, как в 1214 году дзэнский монах Эйсай представил сёгуну Минамото-но Санэтомо написанную в 1191 году книгу «Кисса Ёдзёки» о сохранении здоровья с помощью чая. В XIV—XV веках у знати вошли в практику «чайные турниры» — своеобразное развлечение, когда в большой компании, в богатой, роскошной обстановке дегустировался чай, привезённый из различных мест, и от участников требовалось определить происхождение и сорт пробуемого чая. У менее зажиточных слоёв населения — горожан, крестьян, — также сложилась традиция собираться для совместного чаепития, однако в противоположность роскошным «чайным турнирам» эти собрания проходили в простой обстановке, в тишине или спокойной беседе. В XIV—XVI веках под влиянием сунской чайной церемонии и дзэн-буддизма была выработана знаменитая японская чайная церемония, пионером которой был монах Мурата Дзюко (1422—1502).
Собственное производство чая в Японии восходит к IX веку. Считается, что впервые разводить чай в Японии стал монах Сайтё, в 802 году создавший близ Киото, у подножия горы Хиэй-дзан, первую чайную плантацию. Массовое разведение собственного чая в Японии связано с личностью вышеупомянутого Эйсая, который привёз из Китая чайные кусты и стал выращивать чай при дзэн-буддийском монастыре. Выращивание чая постепенно распространилось, появились собственные, чисто японские его сорта. В XII веке в Японию из Китая проник способ изготовления измельчённого порошкового чая. В XIII веке к первоначальной фиксации чая паром добавился способ обжаривания. В 1740 году Соэн Нагатани вывел поныне популярный сорт сэнтя. Начиная с конца эры Мэйдзи производство чая механизируется и автоматизируется. В настоящее время в Японии производится множество сортов зелёного чая, но лишь около десятка из них экспортируются.
Японские зелёные чаи отличаются от китайских. Листки в большинстве случаев имеют более яркий зелёный цвет, а настой более насыщенного, светло-жёлтого или зеленоватого цвета. Правильно заваренные японские чаи отличаются ясно различимым ароматом и сладковатым вкусом. Некоторые японские чаи горчат, и для удаления горького привкуса перед завариванием их промывают водой. Следует отдельно отметить оригинальный сорт японского чая — Гэммайтя (яп. 玄米茶, «коричневый рисовый чай»), который изготавливается из обжаренных чайных листьев и неочищенного риса. В отличие от большинства чаёв, он обладает питательной ценностью.
Японцы употребляют преимущественно зелёный чай, пьют его как горячим, так и холодным, в чистом виде и с различными добавками.

### Проникновение в Западную Европу и Америку
Возить чай из Китая в Европу начали в середине XVII века португальцы, голландцы и англичане. Первоначально чай стал известен как лечебный напиток, но по прошествии нескольких десятилетий его стали пить просто для удовольствия.
Французы узнали о чае от голландцев в 1636 году. Одним из первых любителей чая был король Людовик XIV. Он узнал, что китайцы и японцы благодаря чаю не страдают подагрой и апоплексией и велел и его так лечить от подагры. Что помогало королю, должно было помочь и его подданным. Мужчины были в восторге от экзотического напитка и превращали чаепитие в нечто подобное китайскому ритуалу, причём особое значение придавалось тонкому фарфору, китайским коврам и обоям. Дамы же предпочитали кофе и какао. Лизелотта фон Пфальц (1652—1722), невестка короля, попробовала чай в Версале, и чай ей не понравился. «Вкус чая напоминает сено с навозом, Боже мой, как можно пить такую горечь?» — писала она в письме в Германию.
В Германии чай впервые упоминается в 1650-е годы. Подтверждением этому служат аптечные ценники: Herba thea упоминается в 1657 году в Нордхаузене, в 1662 году в Лигнице и Ульме. Самым большим поклонником чая считался нидерландский врач Корнелиус Деккер (1647—1685), известный также как Бонтеку, утверждавший: «Чай может помочь человеку, истощённому и одной ногой стоящему в могиле, он придаст ему силу и даст новую жизнь» и считавший, что 50 чашек чая в день вполне достаточно, можно пить ещё больше, но 200 чашек — это естественный предел. Подозрения в том, что он был подкуплен Голландской Ост-Индской компанией, так и не были опровергнуты.
В 1658 году в королевском парке в Париже посадили кусты чая, однако начинание не было успешным, кусты хорошо росли только в оранжерее. Парижский климат им не подходил. Выращивание чая заинтересовало также шведского ботаника и естествоиспытателя Карла Линнея, который назвал чай в своей ботанической системе Camellia Thea.
В Великобритании чай был введён Британской Ост-Индийской компанией, основанной в 1600 году. В 1662 году британский король Карл II женился на португальской принцессе Екатерине. Она была восторженной почитательницей чая и ввела чаепитие в обычай при дворе, что, конечно, положительно отразилось на доходах чаеторговцев и к тому же расценивалось как победа над алкоголем, который лорды и леди пили «утром, в обед и вечером».
С самого начала чай в Европе столкнулся с сильным противодействием кофе, какао, пива и вина. Не без участия лобби английских торговцев кофе и пивом король Карл II, не разделявший восторженное отношение своей жены к чаю, обложил в 1684 году импорт чая высокими пошлинами и издал закон, запрещавший дальнейшее распространение кофеен и чайных, которые ему казались рассадниками неугодных ему политических идей. Любители чая энергично протестовали против такого ограничения их излюбленного времяпрепровождения, и король уже через несколько недель был вынужден отменить свой закон — случай, уникальный сам по себе в британской истории. Но пошлина осталась в силе, поэтому чай в Англии был значительно дороже, чем на континенте. Следствием этого стала оживлённая контрабанда и появление фальсификатов чая. Именно с этого времени в Англии начали отдавать предпочтение чёрному чаю — он был дешевле и его гораздо труднее правдоподобно подделывать.
В континентальной Европе и Скандинавии чай не смог занять лидирующие позиции, эти страны остались преимущественно «кофейными», а вот в Англии чай стал национальным напитком. Не последнюю роль в этом сыграла Ост-Индийская компания, которой выгодна была чайная торговля. Ввоз чая возрастал с каждым годом: если в 1690 году было ввезено не более 10 т, то в 1790 — 4 тыс. т (в книге «Всё о чае», вышедшей в 1935 году, У.X. Юкерс пишет: «Ост-индской компании удалось за несколько лет превратить народ из любителей кофе в нацию, пьющую чай»). К 1784 году пошлины на чай были, в конце концов, снижены в десять раз. В 1717 году Томас Твайнинг открыл в Лондоне широкую розничную торговлю чаем, благодаря чему напиток стал массовым и «домашним». В 1802 году чай был введён в обязательный рацион Британской армии, а с 1824 года для моряков ежедневная порция рома была сокращена вдвое, а вместо рома частью дневного рациона матросов стал чай. Матросы не были довольны новшеством, смесь чая с ромом назвали «грогом» (по прозвищу автора идеи — адмирала Эдварда Вернона).
До середины XIX века чай закупался исключительно в Китае. В конце 10-х — начале 20-х годов XIX века была предпринята попытка создания чайных плантаций в местечке Ко во Французской Гвиане, для чего сюда прибыли по приглашению местного губернатора Пьером-Клеманом де Лосса 27 китайцев. Управляющим плантациями должен был стать молодой китайский торговец Кан Гао, личность которого возбудила во Франции, куда он прибыл для изучения французского языка, значительный интерес («Кан Гао, китаец из Кайенны» — картина Пьера-Луи Делаваля). Эксперимент завершился провалом: из 27 добравшихся до Гвианы китайцев только двое оказались крестьянами, ещё 33 так и не прибыли в Гвиану, Кан Гао разочаровался в своей миссии и умер, возвращаясь в Азию.
По мере роста осложнений в торговле с Китаем англичане начали развивать чайное производство в индийских, а затем цейлонских колониях. Именно из Индии происходят такие знаменитые сорта чая, как Ассам и Дарджилинг. Делались попытки выращивать чай и в Африке, часть из которых была успешной и привела к появлению африканского (в первую очередь — кенийского) чая. К 1887 году продукция колоний превысила китайские закупки. Любопытно, что на Цейлоне первоначально выращивался кофе, но после гибели кофейных плантаций от грибка в 1869 году было решено переориентировать их на чай. Чай ввозился в Великобританию клиперами. После открытия в 1869 году Суэцкого канала время доставки резко сократилось, соответственно, её стоимость упала; чай стал дешевле, объёмы продаж выросли вдвое за 15 лет. С 1870 года компания «Твайнингс» начала производство купажированного (смешанного) чая, сформировав знаменитые английские сорта с постоянным, узнаваемым вкусом, основанные, в основном, на чёрном чае сорта Ассам: «English Breakfast», «Irish Breakfast» и «Prince of Wales». В 1889 году активным продвижением своего чая на английский рынок занялся Томас Липтон, который активно рекламировал чай и одновременно смог снизить цену на него ещё почти вдвое. В результате чай в Англии окончательно превратился в продукт повседневного потребления.
Одновременно шло формирование чайных традиций, которые англичане связывают с королевой Викторией. Большая любительница чая, королева превратила его частое употребление в придворную традицию. Она же создала «Tea Moralities» — английские правила чайного этикета, которые послужили базой для современной европейской традиции употребления чая. Одна из известных сложившихся в XIX веке британских традиций — пятичасовое чаепитие («five o’clock tea»), — полдник с чаем и лёгкими закусками. Наиболее известное её отображение в литературе — «безумное чаепитие» в книге Льюиса Кэрролла «Алиса в Стране чудес»: у Сумасшедшего Болванщика, Мартовского Зайца и мыши Сони время остановилось на 5 часах, и теперь вся эта троица должна вечно пить чай. Файв-о-клок появился в 1840 году — Анна Рассел, герцогиня Бедфорд, придворная дама королевы, ввела моду устраивать дополнительное дневное чаепитие между ланчем и традиционно поздним в Британии обедом. Анне Бедфорд пришла идея попросить дворецкого приносить к ней чай, хлеб и масло в 5 часов, по причине того, что она испытывала чувство голода задолго до ужина. Вскоре она стала приглашать своих друзей посещать её гостиную, сделав из этого небольшое новое общественно значимое событие. Когда же чай стал более доступным по денежному выражению напитком, и ввиду того, что укрепляющийся средний класс пытался подражать привычкам богатых людей, в конце концов, окончательно стало ясно, что чаепитие является хорошим способом собрать и развлечь нескольких друзей, без необходимости тратить слишком много денег, и дневное чаепитие быстро стало английской традицией.

### Чай в России
В Россию чай впервые попал в 1638 году в качестве подарка царю Михаилу Фёдоровичу от монгольского Алтын-хана. В 1679 году заключён договор с Китаем о регулярных поставках чая. В XVIII веке популярность чая увеличивается. В это же время появляются русские самовары.
В XIX веке предприняты первые, не особенно успешные попытки организации собственного производства чая. После Октябрьской революции и образования СССР задача развития собственного выращивания и производства чая была поставлена на государственном уровне. Большое внимание уделялось как собственно выращиванию чая в советских субтропиках (в Краснодарском крае РСФСР («Краснодарский чай»), Грузинской и Азербайджанской ССР), так и селекционной работе, направленной на выведение сортов чайного куста, пригодных для культивирования в местностях с холодной зимой. Это позволило в 1970-х годах не только удовлетворять потребность СССР в чае на 67-75 % (в разные годы) продукцией собственного производства, но и экспортировать советский чай в страны СЭВ. В 1981 году в СССР было начато производство и реализация нового безалкогольного тонизирующего газированного напитка «Бахмаро», приготовленного на основе водорастворимых экстрактивных веществ чайного листа. «Бахмаро» в очень короткое время стал популярным почти во всех республиках бывшего Союза ССР, особый интерес к нему наблюдался в РСФСР и на Украине.
В 1980-е годы было отмечено снижение качества советского чая и падение объёмов производства. В годы перестройки чай попал в разряд дефицитных продуктов и продавался по талонам. С распадом СССР большая часть чайного производства осталась в национальных республиках, где была в большинстве случаев заброшена. Собственное производство было прекращено почти полностью. В середине 2000-х российские чайные хозяйства в Краснодарском крае стали возрождаться. Сейчас[когда?] в окрестностях Сочи работают несколько чайных предприятий.
Потребление чая в России, составлявшее в советские времена порядка 1,2 кг сухого продукта на человека в год, в 1990-е годы сильно упало и в 1998 году достигло минимума — 600 г сухого чая на человека в год. Тем не менее Россия осталась чаепьющей страной, рынок после кризиса стабилизировался и устойчиво рос, так что к 2007—2010 году потребление чая вновь поднялось до советского уровня и в настоящее время составляет те же 1,2 кг/чел в год или чуть больше. По оценкам экспертов, в России около 98 % населения пьёт чай. По среднему потреблению чая Россия входит в пятёрку, по суммарному — находится на четвёртом месте в мире (после Китая, Индии и Турции). Наиболее популярен в России чёрный байховый чай, хотя в последние годы растёт потребление зелёного чая и ароматизированных чаёв, а также заметно увеличивается доля пакетированного чая на рынке.

## Выращивание и сбор
Сырьём для изготовления чая являются листья чайного куста, который выращивают в массовом количестве на специальных плантациях. Для произрастания этого растения необходим тёплый климат с достаточным количеством влаги, не застаивающейся у корней. Большинство чайных плантаций располагается на горных склонах в районах с тропическим или субтропическим климатом. В Китае, Индии и Африке, где производится наибольшая доля чая, сбор проводится до четырёх раз в год. Наиболее ценятся чаи первых двух урожаев. Северная граница территории, на которой выращивание чая экономически оправдано, проходит приблизительно на широте бывших южных советских республик (Азербайджан, Грузия) или Краснодарского края России. В более высоких широтах чайный куст ещё может произрастать, но культивировать его в целях заготовки чая убыточно.
Листья чая собираются и сортируются вручную: для чаёв наиболее высокой сортной категории используются нераспустившиеся или распустившиеся почки и самые молодые листья, лишь первая-вторая флешь (первая-вторая группа листьев на побеге, считая от конца); более «грубые» чаи делают из зрелых листьев. Труд сборщиков достаточно тяжёлый и монотонный: соотношение массы готового чёрного чая и сырого листа — около ¼, то есть на изготовление килограмма чая требуется собрать четыре килограмма листа. Норма выработки для сборщиков составляет 30—35 кг листа в день, при том, что необходимо соблюдать стандарты качества и брать с кустов только нужные листья. Сырьё для высокосортных чаёв часто растёт на небольших плантациях (площадью около 0,5 га), располагающихся разрозненно на горных склонах, так что к сборке листа добавляется необходимость перехода с одной плантации на другую. Современные промышленные плантации делают, как правило, достаточно крупными, чтобы обеспечить непрерывность сборки и поднять производительность, собранный на этих плантациях лист идёт на чай массового производства.
Необходимость ручной сборки ограничивает возможности культивирования чая: оно имеет смысл только в регионах с достаточно высокой продуктивностью и достаточно низкой стоимостью ручного труда сборщиков. Неоднократно делались попытки механизировать сборку и сортировку чайного листа, в частности, в СССР ещё в 1958 году был создан механизированный чаеуборочный агрегат, однако технология механизированной сборки до сих пор не доработана: собранный комбайнами лист имеет слишком низкое качество, главным образом за счёт большого количества посторонних включений (побеги, засохшие листья, посторонний мусор и так далее), так что используется он либо для производства самого низкосортного чая, либо в фармацевтической промышленности, для последующей переработки с целью выделения кофеина и других содержащихся в чае веществ.
Возможно выращивание чая и в условиях обычной квартиры.

## Обработка
Изготовление чая из листа чайного куста обычно включает в себя следующие шаги:
1. вяление листа при температуре 32—40 °C в течение 4—8 ч., при котором чайный лист теряет часть влаги и размягчается;
2. неоднократное скручивание вручную или на роллерах, при котором выделяется часть сока;
3. ферментативное окисление, обычно называемое ферментацией, позволяющее содержащемуся в листе крахмалу распасться на сахара, а хлорофиллу — на дубильные вещества; Во время ферментации происходит преобразование катехинов в теафлавин и теарубигины, которые имеют оранжевый и коричневый цвета;
4. сушку при температуре 90—95 °C для чёрного чая и 105 °C для зелёного чая, прекращающую окисление и снижающую влажность чая до 3—5 %;
5. резку (кроме цельнолистовых чаёв);
6. сортировку по размеру чаинок;
7. возможную дополнительную обработку и внесение добавок;
8. упаковку.

## Классификация

### По типу чайного растения
- Китайская разновидность (Thea sinensis var. sinensis): китайский (например, юннаньский красный чай, улун и др.), японский (сэнтя), дарджилинг, формозский, вьетнамский, индонезийский, грузинский и др.,
- Ассамская разновидность (Thea sinensis var. assamica): индийский (ассамский и др.), цейлонский, кенийский, угандийский и др.,
- Камбоджийская разновидность, естественный гибрид вышеуказанных: выращивается в некоторых районах Индокитая.

### По стране произрастания

#### Китайский
Китай удерживает более четверти мирового объёма производства чая. Китай производит зелёный и чёрный чаи, кроме того, это единственная страна, производящая белые и жёлтые чаи, а также улуны и пуэры. Весь китайский чай вырабатывается из китайской разновидности чайного куста. Значительная часть китайских чаёв — цельнолистовые, существует множество технологий сворачивания листа, дающие чаинки самых разных форм и размеров («комочки», «иглы», «лепестки», «лепёшки»), для некоторых элитных сортов листья собираются в крупные шарики, раскрывающиеся при заваривании в виде бутона. Обычные недорогие китайские чаи могут быть также ломаными или резаными. Производится много ароматизированных сортов чая, применяется ароматизация с помощью прямого добавления в чай частей растений, ягод, плодов, цедры цитрусовых, ароматизация добавлением ароматических масел, выдерживание сухого чая рядом с ароматизатором и даже, по некоторым сведениям, опрыскивание ароматизирующими веществами чайных кустов в процессе роста.
См. также Тайваньский чай.

#### Индийский
Индия — второй в мире производитель чая. Производство чая в Индии ориентировано на экспорт, объёмы выпуска значительно превышают собственное потребление. Основная масса производимого чая — чёрный, вырабатываемый из ассамской разновидности чайного растения. Индийский чай характеризуется более сильным, выраженным вкусом, но худшим ароматом, по сравнению с китайскими чёрными чаями. Большинство индийских чаёв выпускаются резаными или гранулированными (CTC). Для достижения стабильности вкусовых показателей широко применяется купажирование чая — торговый сорт представляет собой смесь из 10—20 чаёв разной сортности. Элитный сорт индийского чая — дарджилинг, — вырабатывается из китайской разновидности чайного растения, произрастающей на высокогорных плантациях в предгорьях Гималаев; по методам выращивания, сборки и приготовления он, фактически, является китайским чаем. Зелёный чай производится в Северной Индии, в районах Ранчи, Кангра, Дехра-Дун, Кумаон, Гархвал; на мировом рынке он востребован слабо и, в основном, идёт на экспорт в соседние государства.

#### Цейлонский
Производитель — Шри-Ланка, доля в мировом объёме производства — около 9—10 %. Производится чёрный и зелёный чай, культивируется только ассамская разновидность чайного растения. Наилучшее качество имеет, как считается, чай с высокогорных плантаций южной части острова (высота 2000 м над уровнем моря и выше). Чаи с прочих плантаций — средние по качеству. Как и в Индии, широко выпускается резаный и гранулированный чай.

#### Японский
Япония производит исключительно зелёный чай из китайской разновидности чайного куста. Основная часть производимого чая потребляется внутри страны, несколько известных сортов экспортируются, в том числе в Европу и США.

#### Вьетнамский, индонезийский
Основные производители — Вьетнам и Индонезия; производятся как чёрные, так и зелёные чаи, из всех видов чайного растения (в разных регионах культивируются китайская, ассамская и камбоджийская разновидности). Меньшие объёмы производства в других странах этого региона. Как и в Китае, чёрный чай производится, главным образом, на экспорт.

#### Кенийский и другие африканские
Наибольший объём производства — в Кении (являющейся, в разные годы, третьим-четвёртым производителем чая в мире), также чай производится в Уганде, Бурунди, Камеруне, Малави, Мавритании, Мозамбике, Руанде, ЮАР, Демократической Республике Конго, Зимбабве. Все африканские производители чая — бывшие английские колонии, где производство чая было организовано в XIX веке. Африканские чаи — только чёрные, резаные или гранулированные (CTC), среднего и низкого качества, с хорошей экстрактивностью и резким вкусом. Европейский потребитель встречается с ними, главным образом, в составе купажированных чаёв, где они смешиваются с индийским и/или цейлонским. По качеству выделяются высокогорные сорта кенийского чая, не уступающие лучшим сортам ассамского и цейлонского.

#### Турецкий
В Турции исключительно чёрный чай, резаный, большей частью среднего или низкого качества, с плохой экстрактивностью, требующий для приготовления напитка не заваривания, а кипячения или выдержки на водяной бане. В России известен, главным образом, по непродолжительному периоду массовых закупок этого чая в конце 1980-х годов. В настоящее время в чистом виде на российском рынке не встречается.

#### Иранский
В 1900 году Кашеф-аль-Салтане, служивший в персидском посольстве в Индии, привёз в Иран чайные кусты и секреты обработки чайного листа. В настоящее время чайные плантации находятся в северной части страны, в провинциях Мазендеран и Гилян, и занимают площадь в 32 тысячи гектаров. Выпускается в основном чёрный чай. Урожай собирается три раза в год.

#### Другие
Помимо упомянутых, чай производится ещё в нескольких десятках государств, как правило, в небольших объёмах и практически только для внутреннего потребления. Номенклатура и качество этих чаёв могут очень сильно различаться, на российском рынке они практически не представлены. К этой же категории можно отнести российский Краснодарский чай, выпускаемый в Краснодарском крае РФ. В настоящее время это единственный вид чая, который выращивается непосредственно в России.
Кроме Краснодарского края в Советском Союзе (см. Чай в России) чай выращивали в Грузии (грузинский чай) и Азербайджане (азербайджанский чай).

### По ферментации
Внешний вид, аромат, вкус настоя и прочие характеристики чая в значительной степени определяются тем, насколько долго и в каком режиме проводится ферментирование чайного листа перед окончательной сушкой. Классификация чаёв по степени ферментации неоднозначна, так как китайская терминология несколько отличается от той, которая применяется в Европе и Америке.

#### Чёрный
Чёрный чай (англ. black, кит. хун ча) — сильно ферментированный. Наименование «чёрный» — европейское, применяется также в Америке, Индии и Шри-Ланке. В Китае и других странах Юго-Восточной Азии такой чай называется «красным». Листья проходят длительную ферментацию от двух недель до месяца (существуют укороченные процессы, когда чай ферментируется в процессе других технологических операций, но они дают продукт худшего качества из-за сложностей контроля над процессом). Лист ферментируется почти полностью (на 80 %). В сухом виде имеет тёмно-коричневый или почти чёрный цвет. Настой — от оранжевого до тёмно-красного. В аромате могут выделяться цветочные или медовые нотки, вкус характерный, терпкий, не горчит.
Примеры: Дянь хун, Кимун, Ассам, Дарджилинг, Эрл Грей.

#### Зелёный
Зелёный чай (англ. green, кит. люй ча; наименование «зелёный» имеется во всех классификациях) — неферментированный или слабо ферментированный. Листья могут предварительно фиксироваться паром температуры 170—180 °C; ферментация либо вообще не проводится, либо продолжается не более двух дней, после чего принудительно прекращается нагревом: (традиционно в горшках, как принято в Китае, или под паром, как принято в Японии). Чай оказывается ферментирован на 3—12 %. В сухом виде имеет зелёный цвет (от салатового до тёмно-зелёного, в зависимости от особенностей изготовления), настой — неяркого желтоватого или зеленоватого цвета, в аромате отчётливо выделяется «травяная» нотка (может быть похож на запах сухого сена), вкус терпкий, может быть чуть сладковатым (но не горьким — горчат только низкокачественные или неправильно заваренные, в частности, перестоявшие зелёные чаи).
Примеры: Ганпаудер (Порох), Би Ло Чунь, Лунцзин, Тай Пин Хоу Куй, Маофэн, Люань Гуапянь.
Прочие чаи находятся по степени ферментации между чёрным и зелёным, либо выделяются какими-то технологическими особенностями приготовления. Все нижеперечисленные виды чаёв производятся в основном в Китае или на Тайване.

#### Улун
Улун (кит.), оолонг (англ. oolong), в России встречается наименование «красный чай», в Китае его иногда называют «бирюзовым» или «сине-зелёным») — полуферментированный чай. Ферментация продолжается от двух до трёх дней, достигая 30—70 %. Внешний вид и характеристики улунов сильно зависят от технологии и конкретной степени ферментации, но все улуны имеют очень характерный вкус и аромат, который не позволяет спутать их с другими видами чаёв.
Примеры:
- Слабо ферментированные: Дун Дин Сы Цзи Чунь.
- Средне ферментированные: Тегуаньинь, Алишань, Хуан Цзинь Гуй.
- Сильно ферментированные (их иногда называют «синими»): Формоза Улун, Фэн Хуан Дань Цун, Дахунпао, Дун Фан Мэй Жэнь.

#### Белый
Белый чай (кит. бай ча) — чай из типсов (нераспустившихся чайных почек) и молодых листьев, прошедший минимальное количество стадий обработки в процессе производства, обычно только завяливание и сушку. Несмотря на название, белый чай имеет более высокую степень ферментации (до 12 %), чем большинство зелёных чаёв. Среди белых чаёв есть чисто типсовые и приготовляемые из смеси типсов и листов. В сухом виде имеет светлый, желтоватый цвет. Поскольку листья не подвергаются скручиванию, чаинки достаточно крупные и лёгкие, в воде они быстро раскрываются. Настой жёлто-зеленоватый, более тёмный, чем настой зелёных чаёв (из-за более высокой степени ферментации). Настой имеет цветочный аромат, сладковатый вкус и оставляет приятное, сладковатое послевкусие. Белый чай очень чувствителен к режиму заваривания.
Примеры: Байхао иньчжэнь, Бай мудань.

#### Жёлтый
Жёлтый чай (кит. — хуан ча) — ферментируется на 3—12 %, почти как зелёный, но перед сушкой проходит процедуру закрытого «томления». Считаются элитными, некоторые сорта жёлтых чаёв ранее производились исключительно для императорского двора и были запрещены к вывозу из Китая.
Примеры: Цзюнь Шань Инь Чжэнь, Мэн Дин Хуан Я.

#### Пуэр
Пуэр (кит. хэй ча, «тёмный чай») — постферментированный чай. Изготавливается как из почек, так и из зрелых листьев, со старых деревьев. По способу приготовления делится на Шу Пуэр (искусственно состаренный, приготовленный) и Шэн Пуэр (сырой, зелёный). Первоначально доводится до состояния зелёного чая, после чего проходит ферментацию плесневыми грибками. Естественное старение проводится в течение нескольких лет без дополнительной обработки (иногда называется «вылёживанием»), искусственное — методом ускорения ферментации в условиях повышенной температуры и влажности. Степень ферментации шу пуэров постоянна, она определяется сортом и технологией и обычно довольно высока (не ниже, чем у улунов). Ферментация шэн пуэров меняется с возрастом, и если «молодой» пуэр ферментирован всего на несколько процентов, то «старый» может быть ферментирован на несколько десятков процентов. Один и тот же чай по мере старения даёт настой существенно разного вида, аромата и вкуса.

### По форме
По типу механической обработки чаи делятся на три основные группы:
- Байховые (рассыпные).
- Прессованные: кирпичные, плиточные и таблетированные[16].
- Экстрагированные (растворимые).

- Сорт Gunpowder (порох) китайского зелёного чая
- Китайский зелёный чай сорта Gunpowder
- Чёрный чай «Lipton Finest Earl Grey»

#### Байховый
Байховые чаи самые распространённые. Такой чай представляет собой массу отдельных, не связанных между собой, чаинок.
Чёрные байховые чаи делят по размерам чаинок на:
- листовые (крупные);
- брокен или ломаные (средние);
- высевка и крошка (мелкие).

Зелёные байховые чаи делят по величине листа всего на две категории — листовые и брокен (резаные, ломаные). Зато они более сложно различаются по форме скрученности листа (не путать с качеством скрученности).
Кроме того, чаи подразделяют по роду листа на несколько категорий или степеней.
Так, чёрные листовые чаи подразделяют на четыре основные категории:
- Флаури Пеко (FP);
- Оранж Пеко (ОР);
- Пеко (Р);
- Пеко Сушонг (PS).

Средние резаные или ломаные (англ. broken) чаи также имеют четыре основные категории:
- Брокен Оранж Пеко (ВОР);
- Брокен Пеко (ВР);
- Брокен Пеко Сушонг (BPS);
- Пеко Даст (PD).

Мелкие чаи делят на:
- Фаннингс (Fngs) — высевки;
- Даст (D) — крошка.

Соответствующая буква в аббревиатуре сорта готового чая означает следующее:
- T. (Tippy, «типс») — в основном, нераспустившиеся почки (типсы) чайного листа, дающие нежный вкус и аромат;
- F. (Flowery, «флавери», близкий к цветам) — чай из листьев, растущих рядом с почкой нового листка, и почек;
- P. (Pekoe, «пе-ко») — более короткие и грубые листья без типсов;
- O. (Orange, «оранж») — чай из молодых цельных скрученных листьев;
- S. (Sushong, Souchong, «сушонг») в начале — нижние листья, придающие чайному букету специфический оттенок;
- B. (Broken, «броукен», сломанный) — чай из резаных листьев;
- S. (Special, «спешл», специальный) в конце — отборный чай, который является эксклюзивным по каким-либо характеристикам[17];
- G. (Golden, «голден», золотой) — смесь листьев лучших, «золотых» сортов.

#### Прессованный
Среди прессованных чаёв различают плиточный, кирпичный и таблетированный чай.
Основное здесь, конечно, не внешняя форма, а характер листа, подвергнутого прессовке. Если на прессовку кирпичного чая идёт самый грубый материал — нижние листья и даже побеги чайных кустов, то на прессовку плиточного и таблетированного — чайная крошка и пудра, образующаяся при производстве байховых чаёв.
Зелёный или чёрный кирпичный чай, изготавливаемый из старых листьев, подрезного материала и даже веток путём прессования, облицован сравнительно высококачественным чайным материалом. По советским нормам содержание облицовочного материала должно быть не меньше 25 %, общее содержание чайных листьев — не менее 75 %. Отличается ярко выраженным терпким вкусом с табачным оттенком и слабым ароматом, может долго храниться. Популярен в Центральной и Северо-Восточной Азии.
Чёрный плиточный чай, изготавливаемый из чайной крошки и пыли прессованием c предварительной обжаркой и пропариванием при температуре 95 — 100 °C, отличается высокой экстрактивностью. В прошлом он был популярен в Поволжье, Казахстане, Приаралье, Сибири и на Крайнем Севере.
К классическим прессованным чаям относится Пуэр из китайской провинции Юньнань.

#### Растворимый
Экстрагированные чаи производят либо в форме жидкого экстракта, либо в сухой, кристаллической форме (порошок из тем или иным способом дегидратированного заваренного чая), им дают общее название быстрорастворимых чаёв. Их слабый букет обычно восполняется ароматизацией.

#### Гранулированный
Гранулированный чай. Международная маркировка — CTC (англ. Cut, tear & curl) — чай, листья которого после окисления пропускаются через вращающиеся валки с мелкими зубцами, которые режут и скручивают их. Этот метод нарезки даёт меньше отходов, чем традиционный. В качестве сырья используются не только первые два-три листа, но и четвёртый, пятый листы. Чай CTC заваривается крепче, имеет более терпкий вкус и более насыщенный цвет, но менее богатый аромат, чем у листовых чаёв. Метод применяется, в основном, в Индии и на Цейлоне. Объём производства гранулированного чая очень велик — в 1997 году 87,9 % от общего объёма готовой продукции ведущих чаепроизводителей мира составляли чаи CTC.

### Ароматизированный чай
Существует множество сортов ароматизированного чая и чая с добавками — цветочными, фруктовыми и другими. Аромат может придаваться чаю прямым добавлением цветов, сушёных ягод или фруктов, внесением натуральных или искусственных эфирных масел, а также выдерживанием чая в контакте с ароматическими добавками (при этом они отделены от чая бумагой или тканью, но передают ему свой аромат, поскольку чай легко впитывает посторонние запахи).
Примеры ароматизированных чаёв:
- Чёрный чай с бергамотом («Эрл Грей»).
- Зелёный чай с жасмином.
- Гэммайтя — чай с жареным рисом, популярный в Японии.

Кроме вышеперечисленных, для ароматизации чая часто используют цветы лотоса, пиона, лимоны, розы (или розовое масло, или его заменитель), вишню, цедру апельсина, землянику, искусственные ароматизаторы с запахом сливок, шоколада.

### Чайные напитки
Существует большая группа напитков — травяных, ягодных, цветочных настоев, завариваемых листьев других деревьев и кустарников, которые традиционно называют чаями (иногда «гербальными», от англ. herbal — травяной), хотя они не содержат собственно листов чайного дерева:
- Ромашковый чай
- Шиповниковый чай
- Смородиновый чай
- Тимьяновый чай
- Зверобойный чай
- Чай из душицы
- Чай из чабреца
- Мате
- Кудин, он же Кхудин
- Каркаде
- Ройбос, он же Ротбуш, он же Ройбуш
- Ханибуш из Циклопии интермедии
- Копорский чай, приготавливаемый из иван-чая по технологии, близкой к настоящему чаю, включающей предварительную сушку, скручивание, недолгое ферментативное окисление и окончательную сушку
- Артишоковый чай выпускается во Вьетнаме в форме вытяжки либо пакетированный из высушенных частей соцветия, иногда с добавкой стевии в качестве подсластителя
- другие

Многие из них пользуются высокой популярностью благодаря комбинации лекарственного действия и своеобразного вкуса.
В законодательстве Российской Империи со второй половины XIX века имелся официальный запрет на использование слова «чай» в названии продуктов, не содержащих настоящего чайного листа. Сделано это было в целях борьбы с распространителями суррогатного чая, выработанного из не-чайного сырья. На сегодняшний день такого запрета, по крайней мере, в России, не существует, поэтому растительный сбор может именоваться чаем, даже если собственно чая в его составе вообще нет. Но, как правило, в названиях таких продуктов используют дополнения, поясняющие состав сырья («фруктовый чай», «чай каркаде», «смородиновый чай»). Не так давно для подобных продуктов появилось собственное название «фиточай».

## Пакетированный чай
Пакетированный чай представляет собой чайную крошку и пыль, мелколистовой байховый или гранулированный чай, помещённый в пакетики из фильтровальной бумаги (в прошлом в качестве материала пакетиков также применялась ткань, сейчас иногда используется также мелкая полимерная сетка). Бывает как чёрным, так и зелёным. Популярен в США и Европе. Может подразделяться на классы, аналогичные брокен оранж пеко, в случае изготовления из соответствующего сырья.
Чай в стиках
Стик — это запаянный удлинённый пакетик из многослойного полимерного материала, содержащий мелколистовой чай. При заваривании он помещается в горячую воду (для доступа воды внутрь стика в нём делается мелкая перфорация). В стиках продают чаи разных типов, а также чаеподобные напитки, такие как ройбос, каркаде, иван-чай и другие.
В капсулах
С появлением капсульных кофемашин появилась технология быстрого заваривания чая, похожая на приготовление эспрессо: сквозь помещённый в специальную капсулу чай пропускается горячая вода под давлением. На данный момент капсульный чай не отличается особенным разнообразием и мало распространён, однако некоторые варианты чая в капсулах уже представлены несколькими компаниями.

## Особенности употребления в странах мира
Чайный напиток приготавливается преимущественно завариванием: сухой чай заливается горячей водой и настаивается в течение некоторого времени. Дозировка сухого чая, время настаивания и температура воды зависят от сорта чая и традиции. В большинстве традиций считается, что чем выше степень ферментации чая, тем более высокой должна быть температура воды. Зелёные, белые и жёлтые чаи (дающие, как правило, настой со слабо выраженным вкусом и ценящиеся, главным образом, за аромат) заваривают водой низкой температуры (60—85 °C), чёрные — крутым кипятком, температура заваривания улунов колеблется в зависимости от ферментации. Пуэры заваривают кипятком либо даже варят, подобно кофе: засыпают чай в холодную воду и доводят на огне почти до кипения. Количество сухого чая на одну порцию напитка колеблется приблизительно от 0,5 до 2,5 чайных ложек.
Каждая более-менее обособленная чаепотребляющая географическая область или страна сформировала свои «чайные традиции», отличающиеся способом приготовления, обстоятельствами и порядком употребления чая. Традиции эти более или менее строго выдерживались в прошлом, в разной степени им следуют и в настоящее время.

### Китай
В Китае пьют все виды чаёв, но преимущественно — зелёные, жёлтые и улуны, в том числе дополнительно ароматизированные. Потребление чёрных чаёв невелико, в большинстве они идут на экспорт. Чай пьётся горячим, маленькими глотками, без сахара и других добавок, поскольку добавки, по мнению китайцев, значительно искажают вкус напитка.
Чай является для китайцев обычным ежедневным напитком, кроме того, в китайской культуре есть множество традиций, связанных с употреблением чая в определённых случаях. Совместное питьё чая считается своеобразным «актом сплочения» семьи или коллектива, предложение чашки чая может в разных ситуациях трактоваться как знак уважения, извинение и просьба о примирении, демонстрация благодарности. По традиции чай должны подавать младшие (по возрасту или положению) старшим, но не наоборот.
На семью чай заваривают в больших, иногда до 3 литров, чайниках из фарфора, фаянса или глины со вставным ситечком, куда кладётся заварка, настаивают, после чего разливают по чашкам или пиалам. Для индивидуального чаепития, а также для пробы чая может использоваться гайвань — небольшая (обычно не более 250 мл) пиала с расширением вверху и крышкой, диаметр которой меньше диаметра верхней части пиалы. Чай заваривается в гайвани и пьётся из неё же: крышка слегка сдвигается, образуя со стенками пиалы небольшой зазор, и чай либо пьётся непосредственно из гайвани, либо переливается в отдельную чашку для питья. Минимальный зазор между крышкой и пиалой обеспечивает сохранение аромата чая и предотвращает попадание чаинок в рот или питьевую чашку.
В Китае выпускают большое число разнообразных гибридов небольшого чайника и гайвани, одним из видов которых является широко применяемая сейчас в России заварочная чайная кружка — высокая кружка с ручкой и крышкой, в которую вложен стаканчик-ситечко для заварки. Она лишена основного неудобства гайвани — необходимости придерживать крышку и выдерживать зазор между крышкой и стенкой чаши.
В торжественных случаях (на официальных приёмах, по особым случаям, а также просто в качестве аттракциона для туристов) чаепитие может проходить в соответствии с набором специальных правил. Такое формализованное чаепитие называют «китайской чайной церемонией», к которой зачастую подают особые лёгкие закуски.

### Япония
Японцы пьют, в основном, зелёный чай, реже — жёлтый. Жёлтые чаи заваривают по-китайски, в гайвани, настаивая не более 2 минут. Зелёные чаи пьют и в обычном, листовом виде, и в виде порошка. Во втором случае чайные листья перед завариванием перетираются в фарфоровой ступке. Нормальным количеством заварки на 200 г воды считается 1 чайная ложка порошка (или 1,5—2 ложки листового чая). Чай заваривают в фарфоровых шаровидных чайниках, нередко, по китайскому обычаю, с ситечками для заварки. Температура воды для заваривания чая не превышает 60 °C, время заваривания не превышает 4 минут. В таких условиях чай не может полностью экстрагироваться, но зато в напитке сохраняется максимум аромата, который более всего и ценят в нём японцы. Чай имеет слабый, бледно-зелёный цвет. Его пьют медленно, маленькими глотками, без сахара или иных добавок. Традиционные японские чашки не имеют ручек, их объём невелик, примерно от 50 до 150 мл.
Чай в Японии сопровождает каждый приём пищи. Его пьют перед едой и после еды, обычно им запивают рис. Кроме повседневного чаепития, чай пьют во время японской чайной церемонии. В таких случаях готовится особый, церемониальный чай. Листья растираются в мельчайший порошок, который заваривается из расчёта приблизительно 100 г чая на 500 мл воды. Полученный напиток имеет консистенцию жидкой сметаны, он очень терпкий и чрезвычайно ароматный.
В отличие от китайцев, считающих, что чай можно пить только горячим, японцы охотно пьют также холодный зелёный чай.

### Тибетско-кочевническая традиция
В Тибете употребляют кирпичный зелёный чай. В крепко заваренный чай (50—75 г на литр воды) добавляется 100—125 г топлёного сливочного масла яка и соль. Полученную смесь в горячем виде взбивают до получения однородного густого напитка.
Тибетский чай своеобразен по вкусу, очень питателен и обладает сильным тонизирующим действием. Он очень хорошо восстанавливает силы и снимает усталость, что крайне важно при пешем передвижении по горам. По крайней мере, до XX века в Тибете сохранялась мера расстояния, пройденного пешком в горах, выражаемая в пиалах чая. Три большие пиалы равны примерно 8 км пути в горах. Тибетский чай пьют не только в Тибете, но и в соседних высокогорных районах.
В тибетской традиции угощение молочным чаем является непременным атрибутом гостеприимства. Гостю наливают полную пиалу чая, из которой принято в процессе беседы отпивать не более половины; когда пиала гостя пустеет, хозяин подливает ему чай. Когда гость напился, он просто ставит полную после очередной добавки пиалу. Таким образом, пока застолье продолжается, пиала не может оказаться пустой. Непосредственно перед уходом гость должен выпить оставшийся в его пиале чай до дна, тем самым продемонстрировав благодарность и удовольствие от угощения.
Сходные с тибетским способы приготовления и употребления чая выработали степные народы, занимавшиеся, в основном, скотоводством: монголы, туркмены, киргизы, калмыки. Как и в Тибете, чай у этих народов готовится из кирпичного зелёного чая с солью. В качестве прочих ингредиентов выступают молоко (коровье, овечье или верблюжье), масло или сливки, иногда — мука или мелкая крупа, пережаренная с маслом, в Монголии — курдючный жир. Воды при заваривании используется очень мало, а иногда, если чистой воды не найти, чай просто готовится на молоке.

### Таиланд
Тайский чай, также известный как тайский холодный чай или «Ча-йен» (тайск. ชาเย็น), — крепко заваренный красный чай с добавлением аниса, красно-жёлтой краски, иногда других специй, подслащённый сгущённым молоком или сахаром с добавкой цельного молока или сливок, охлаждённый льдом. Молоко добавляется в чай перед самым употреблением. В Таиланде этот чай подают в традиционном высоком стакане, а продают в прозрачном полиэтиленовом пакете со льдом. Такой способ заварки — не единственный, в повседневной жизни чай нередко заваривается без добавок. Характерные особенности традиционной тайской заварки: чай обычно заваривается в прозрачном сосуде, причём считается, что перед завариванием вода должна вскипеть трижды. Последнее находится в резком противоречии с европейской и китайской традицией, где повторно вскипячённая или даже просто дошедшая до третьей стадии кипения вода уже считается малопригодной для заваривания чая.

### Индия и Шри-Ланка
Обычай чаепития заимствован жителями Индии и Цейлона у англичан, которые и организовали здесь чайные плантации во второй половине XIX века, чтобы уйти от чайной монополии Китая. До этого чай в Индии пили только буддийские монахи. По среднему потреблению чая на душу населения эти страны не входят даже в первую двадцатку (Индия — 700, Шри-Ланка — 500 г/чел. в год), хотя по абсолютному потреблению Индия, благодаря численности населения, находится на втором месте в мире после Китая. Чай в Индии пьют, в основном, северные штаты, в южных более популярен кофе.
Употребляется в Индии и Шри-Ланке преимущественно масала-чай: крепкий чёрный чай с сахаром, кипячёным молоком и пряностями (корицей, кардамоном, имбирём и др.), причём сахар и пряности добавляют в воду перед её кипячением. Норма заваривания составляет 1,5—2 ложки на стакан, чай заваривают в один приём, сразу заливая чайник водой полностью.
Готовят в Индии и замороженный чай. Для этого на 300—350 мл воды заваривают 3 чайные ложки чая, остужают, заливают настой в стакан объёмом 0,5 л, заполняя оставшийся объём льдом и лимоном (половина лимона дольками, либо выдавленный сок целого плода), добавляют сахар.
Как и в России, в Индии чай подают пассажирам железнодорожного транспорта. При этом здесь чай подаётся в небольших глиняных чашках, которые сразу после чаепития разбивают, гарантируя, таким образом, что каждая чашка используется лишь однажды. Появление этого обычая связывают с кастовой системой Индии.

### Северная Африка и Аравия
Туарегский чай (англ. Touareg tea), также называемый «мятный чай» — приправленный чай, который пьют в Северной Африке и в Аравии. «Мятный чай» (араб. شاي بالنعناع‎, shāy bil-na’nā’) — важный элемент социальной жизни в Магрибе. Чаепитие может превратиться в церемонию, особенно когда чай готовится для гостей. В то время как кулинария — женское дело, чай — исключительно мужское: глава семьи готовит и подаёт чай гостю. Обычно подаётся, по крайней мере, три чашки чая.
Приготовление чая — довольно сложная и длинная процедура: берётся зелёный чай, много листьев мяты и сахар (приблизительно пять чайных ложек сахара на одну чайную ложку чая). Чай сначала кладут в заварник и для уменьшения его горечи промывают добавлением небольшого количества кипящей воды, сливаемой через минуту. Затем добавляется мята и сахар, и кипяток заливается в заварник. После трёх-пяти минут чай переливается в стакан, а затем обратно в заварник два-три раза, чтобы смешать чай c мятой. Чай льют в стакан c высоты, чтобы он вспенился.
Существуют несколько рецептов туарегского чая, с разным временем срока заварки чая и мяты. Туарегский чай иногда продаётся в виде хорошо хранящейся и быстро приготавливаемой смеси чая и сушёной мяты.

### Западная Африка
В Западной Африке, в частности, в Сенегале, распространено питьё так называемого «сенегальского чая», или Attaya. Он может готовиться как из зелёного, так и из чёрного чая. Для приготовления используется металлический чайник. В чайник засыпается большое количество заварки, сахара и листьев мяты, заливается холодная вода, после чего чайник ставится прямо на огонь, и смесь доводится до кипения. Приготовленный чай разливают по стеклянным стаканам, наливая с высоты, затем несколько раз переливают, также тонкой струёй с высоты, из стакана в стакан, чтобы получить «шапку» пены. Затем чай аккуратно сливают обратно в чайник, оставляя пену в стаканах, доводят до кипения и разливают снова тем же способом, добиваясь обильной густой пены.
Детали процесса приготовления различаются в разных местностях. Обычно attaya заваривается однократно, существует также традиция трёхкратного заваривания одного и того же чая, в этом случае после розлива первой порции в чайник доливается вода, добавляется свежая мята, кипячение повторяется, затем кладётся сахар, доводится до кипения ещё раз, после чего напиток разливается тем же образом, что и в первый раз. В третий раз приготовление идёт по той же схеме, что и во второй. При этом каждую следующую заварку кладётся больше мяты и сахара. Первая заварка получается очень крепкая и терпкая, последняя — самая сладкая и мятная. Чай attaya довольно популярен, он подаётся в заведениях общепита, а также выпускается в холодном виде, в банках.

### США
В целом США потребляют примерно в 25 раз меньше чая, чем кофе. Чай активно пьют в «старых» штатах Восточного побережья США (предпочитая чёрный чай по-английски), ещё один активно потребляющий чай штат — Калифорния, там предпочитают зелёный чай, закупаемый в Китае и Японии.
В южной части США чаепитие приобрело несколько другую форму, чем в Европе. Холодный чай (ice-tea) со льдом и лимоном там употребляется в качестве прохладительного напитка, наравне с «Кока-Колой» и лимонадом. В магазинах продаётся много вариантов заварки для холодного чая. Существует заварка с сахаром или сахарозаменителями. Выпускаются чайные пакетики большого размера для приготовления целого кувшина холодного чая, а также чайные пакетики для заварки чая в электрической кофеварке. Производится и продаётся готовый бутилированный холодный чай, как чёрный, так и зелёный, с различными добавками.

### Центральная и Южная Америка
В Центральной и Южной Америке чай не очень распространён. В этих странах более популярен напиток мате, так же как и чай, завариваемый из кусочков сухих листьев, который содержит похожие алкалоиды. Чай по-латиноамерикански — это холодный напиток, который готовят либо из мате, либо из смеси чёрного и зелёного байхового чая в пропорции 2:3. В заваренный и охлаждённый чай добавляют сок и цедру лимона, после чего засыпают в него лёд и нарезанный кубиками ананас, пропитанный ромом и посыпанный сахарной пудрой.

### Казахстан
В Казахстане традиции чаепития прочно вошли в культуру и быт населения. В большинстве употребляется чёрный чай с молоком. Существуют специальные рецептуры заваривания чая. Подаётся чай в пиалах. Чай является самым широко употребляемым напитком в Казахстане. Без чая не обходится ни одно застолье. В Казахстане, по статистике, потребляется 22 тысячи тонн чая, что составляет 1,34 килограмма чая в год на человека, что больше, чем в России, но меньше, чем в Англии.

### Кыргызстан
Чайные традиции в Кыргызстане зависят от региона. В северных областях используется русский способ приготовления чая (концентрированный чай из заварного чайника разбавляется кипятком из самовара), часто с добавлением молока. В Иссык-Кульской области часто пьют подсоленный чай, существует также горячий напиток куурма-чай (жареный чай), приготовляемый из жареной на жире муки. Чай пьют из пиал (кирг. чыны), более крупных на севере и маленьких на юге страны). В южных областях чай пьют, как и в Узбекистане, без молока, популярен также зелёный чай. В заведениях общепита на юге сахар к чаю обычно не подают. Чёрный чай на юге часто называют памил чай, что является трансформацией русского выражения фамильный чай. Называние чёрных сортов чая выражением Фамильный чай получило распространение ещё в царское время

### Узбекистан
Чайные традиции Узбекистана имеют некоторые характерные особенности. Узбеки пьют, в основном, зелёный чай (лишь в Ташкенте чёрный чай более популярен). Любая трапеза начинается и заканчивается чаем, причём порядок подачи блюд противоположен традиционному европейскому — сначала подаются сласти, выпечка, сухофрукты, и лишь затем идёт плов и другая тяжёлая и жирная пища, после которой снова подаётся чай.
Чай заваривается в фарфоровых чайниках. Чайник прогревается или ополаскивается кипятком, в него засыпается заварка, тут же заливается водой на четверть, через 2 минуты — наполовину, ещё через 2—3 минуты — обливают чайник сверху кипятком и доливают до ¾, и ещё через 3 минуты — доливают доверху. Перед употреблением чай несколько раз (не меньше трёх) переливается — наливается в пиалу и из неё выливается обратно в чайник. Это называется «кайтарма» (в переводе — «возвращать»). Таким образом чай лучше перемешивается и быстрее заваривается. Пьют чай из пиал. Термин «женить» чай (ошибочно используемый вместо «кайтарма») скорее относится к повторному заливанию кипятка в выпитый чайник к уже использованной заварке, что отрицательно сказывается на чае, делая его вкус «разбавленным», а цвет «слабовыраженным».
Интересной особенностью узбекской традиции чаепития является то, что чем более уважаем гость, тем меньше чая в пиалу ему наливает хозяин. Нормальное количество — около трети пиалы, на несколько глотков, но особо уважаемому гостю наливают ещё меньше. Основа этой традиции в том, что полную пиалу горячего чая пить неудобно, чай медленно остывает, особенно в жарком климате. Наливая минимум чая, хозяин также показывает, что ему не в тягость лишний раз услужить гостю. Незваному, нежеланному гостю наливают полную пиалу, что равносильно пожеланию «Вот тебе побольше чая, больше не проси».
Непременный элемент жизни в Узбекистане — чайная, которая именуется здесь чайхана (узб. чойхона, чайная комната): это место и для повседневного общения, и для деловых переговоров, и для завтраков и обедов.

### Иран
Иранский способ пития чая распространён собственно в Иране и в пограничных с ним областях Афганистана, Азербайджана, Ирака. Здесь пьют чёрный чай (местный или китайский), средне или крепко заваренный. Особенность иранского способа — в используемой посуде. Чай пьют из ормудов (другие варианты произношения — армуд, армуда, армуду) — специальных сосудов типа небольшой цветочной вазочки (кувшинчик с «талией») из стекла. Чай в ормуде виден на просвет, поэтому особо ценится его «правильный» оттенок — напиток должен иметь яркий коньячный цвет с красноватым или малиновым отливом и обязательно быть прозрачным. Пьют его небольшими глотками, вприкуску с колотым сахаром. Обычно чай приправляют имбирём или корицей, которые кладут непосредственно в ормуды. К чаю в Иране также подают изюм, курагу, сушёные инжир и финики.

### Азербайджан
В Азербайджане чай пьют из стаканов-армудов, крепко заваренным, с пряностями, в том числе с розовым маслом. Если в прошлом преимущество отдавалось чёрному чаю, то сейчас азербайджанцы пьют как чёрный, так и зелёный чай, в том числе — собственного производства, которое после упадка, вызванного распадом СССР и Карабахским конфликтом, снова активно развивается. Чаепитие не составляет в Азербайджане отдельной традиции, подобной японской или китайской чайной церемонии, но чай пьют постоянно, любая трапеза начинается и заканчивается чаем.
Азербайджанская чайхана отличается от среднеазиатской тем, что в ней не подают никакой еды, только чай и сладости к нему. Чайхана в Азербайджане играет роль своеобразного мужского клуба (женщины в чайхану не ходят), где обсуждают дела и новости, читают газеты, строят планы, играют в нарды, просто проводят время за чаем для поддержания отношений.
Интересна роль чая в традиции сватовства в Азербайджане — в случае согласия родственников невесты на брак во время трапезы, завершающей сватовство, сватам подаётся сладкий чай; если сватам подан чай и отдельно от него — сахар, это означает отказ.

### Европа
Континентальная Европа (если не считать Россию) употребляет относительно немного чая, в ней гораздо популярнее кофе, вследствие чего в большинстве местностей нет сформированной собственной культуры потребления чая. Но есть и отдельные исключения.
Прежде всего, необходимо упомянуть чайные традиции восточных фризов, для которых чай, как для англичан и русских, является национальным напитком. Считается, что фризы пьют чай не менее трёх раз, а за одно чаепитие выпивают не менее трёх чашек. Потребление чая в Восточной Фрисландии достигает 2500 г/человека в год, что на порядок больше, чем в среднем по Германии. Фризы предпочитают заваривать смесь из мелколистового ассамского чая с цейлонским либо с дарджилингом. К чаю обязательно подают сливки в молочнике и специальную ложку для добавления сливок в чай, также желателен карамельный сахар — он при заливке горячим чаем растрескивается с характерным звуком, считающимся неотъемлемой частью эстетики чаепития. Чай заваривают в чайнике округлой формы, который подаётся на стол на специальной жаровне. В жаровне установлена спиртовка или просто свеча, не дающая чайнику остывать. В чашку кладётся один или несколько кусков карамельного сахара (по вкусу), после чего туда заливается чай. После того, как сахар потрескается и начнёт растворяться, в чашку круговым движением вливают ложкой сливки, получая характерные белые молочные «облака». Пьют чай, не размешивая; считается, что различия во вкусе разных слоёв напитка придают интерес чаепитию. При наливании второй и следующих чашек сахар обычно не кладут, поскольку твёрдые куски карамельного сахара не успевают полностью раствориться за один раз и подслащивают и следующие порции. Гостей обязательно угощают чаем, причём чай для гостей должен быть приготовлен в их присутствии. Гость должен выпить не менее трёх чашек, чтобы не обидеть хозяев. Знаком того, что гость напился, считается ложка, оставленная в чашке. До тех пор, пока гость не оставит ложку в чашке, хозяева будут подливать ему чай. У фризов есть даже анекдоты об иностранцах, попадающих в неловкие ситуации из-за незнания этого обычая.
В Швеции очень популярен чай сёдер — шведская чайная смесь, сделанная из чёрного чая, фруктов и цветов. Смесь была изобретена в 1979 и называется в честь района Сёдермальм в Стокгольме.
Швейцария считается родиной холодного чая в упаковке (бутылках или жестяных банках). Швейцарец Макс Шпренгер, побывав в Америке, был поражён удивительной способностью холодного чая утолять жажду и, по приезде на родину, подсказал идею выпускать готовый холодный чай в бутылках. Холодный чай очень популярен среди местного населения, сегодня Швейцария по употреблению холодного чая претендует на европейский рекорд: каждый житель ежегодно выпивает от 25 до 29 литров холодного чая.

### Англия
Англичане долгое время были самой чаепьющей нацией в мире — в среднем на одного человека приходилось 2530 г чая в год. Чай пьют по меньшей мере трижды в день: на завтрак, в час дня и в пять часов вечера. Традиционное английское чаепитие по степени формализации мало уступает японской чайной церемонии. Оно выросло, главным образом, из традиции пятичасового чаепития — Five o’clock Tea (см. История). В настоящее время точное следование данной традиции можно встретить разве что в немногих лучших чайных — из-за возросшего темпа жизни повседневное чаепитие в семьях и большинстве заведений общественного питания сильно упростилось, до 90 % потребляемого сейчас в Англии чая — пакетированный.
Для английского традиционного чаепития требуется стол, сервиз, чай, закуски. Стол обычный, покрывается скатертью, желательно белой, можно с синими оттенками. На столе обязательно должна стоять небольшая ваза с живыми цветами, желательно белого цвета. Салфетки, матерчатые или бумажные в тон скатерти. Набор посуды включает чайную пару, десертную тарелку, чайную ложку, вилку и нож на каждого участника, а также чайник (большой — один на всех, либо маленькие — индивидуально для каждого), кувшин с кипятком, молочник с молоком или сливками, ситечко на подставке, сахарница с рафинадом, желательно — белым и коричневым. Посуда должна быть однотипной, из одного сервиза. Нужен также тканевый чехол на чайник (tea-cosy).
Чай предлагается гостям на выбор из нескольких сортов, среди которых обязательны Эрл Грей, Лапсанг Сушонг, Ассам, Дарджилинг. Могут предлагаться различные смеси. Престижным для хозяина считается предложить гостям собственную смесь.
Английские закуски к чаю — это традиционная английская выпечка: например, имбирные пирожные, тикейки (жареные булочки с изюмом), крупноячеистые вафли, а также различные кремы, джемы, обычное и солёное масло — всё, что можно положить или намазать на выпечку. Сахар из сахарницы берут специальными щипцами. Выпечку едят с тарелок с помощью ножа и вилки.
Чай заваривается из расчёта одна чайная ложка чая на человека плюс ещё одна ложка. После засыпания заварки в чайник заливается вода (сразу на весь объём либо в два приёма — сначала до половины, затем полностью). После настаивания в течение нескольких минут чай разливается по чашкам, после чего сразу же снова заливается водой, закрывается чехлом и оставляется настаиваться в то время, пока участники чаепития пьют первую чашку. Не возбраняется после розлива второй порции чая долить чайник снова, если качество чая это позволяет.
Англичане часто пьют чай с молоком. При этом нет единого мнения, следует ли добавлять молоко в чай или чай в молоко, однако считается, что это некоторым образом влияет на вкус напитка. Согласно одному из мнений, традиция сначала наливать в чашки молоко возникла из-за того, что в прежнее время фарфор мог не выдержать резкого изменения температуры и иногда трескался. Английский писатель Джордж Оруэлл в эссе «Чашка отменного чая» рекомендовал наливать сначала чай, а не молоко.

### Россия
Россияне пьют в основном чёрный чай, доля потребления зелёного и других видов составляет не более нескольких процентов. Считается, что в России предпочитают некрепкий чай — советская норма закладки чая для предприятий общественного питания составляла 4 г на литр, что в несколько раз меньше английской нормы, но в действительности индивидуальные вкусы в отношении заварки могут очень сильно различаться. В России чай может подаваться в завершение трапезы, иногда — отдельно от неё. К чаю подают выпечку или кондитерские изделия — таким образом, чай заменяет десерт.
Традиционно в России воду для чая кипятили в самоваре, способном долго сохранять воду горячей, а также подогревать заварочный чайник для лучшей экстракции чая. Сейчас самовары почти не используются, вода кипятится в металлическом чайнике на плите или в электрическом чайнике.
Для торжественных и формальных чаепитий подаются фарфоровые или фаянсовые чайные па́ры с чашкой небольшого размера. Следуя английскому обычаю, в таких случаях предпочитают подавать на стол чайную посуду из одного сервиза, хотя в принципе этикет не препятствует сервировке чайного стола посудой различной формы и расцветок. В повседневном домашнем чаепитии чай пьют из чашек и кружек, нередко довольно большого размера. Кое-где сохраняется традиция переливания горячего чая из чашки в блюдце и питья из него. На железных дорогах сохранился обычай подавать чай в стеклянном стакане, установленном в подстаканник.
Особенностью русского чаепития является двухчайниковая заварка: чай заваривают в отдельном фарфоровом или фаянсовом «заварочном» чайнике гораздо крепче, чем его принято пить. В предварительно прогретый чайник на 500—600 мл объёма кладётся 5-6 ложек сухого чая или больше, смотря по числу участников чаепития. Чайник заливается кипящей водой на 1/3 — 1/2 и заваривается 4-5 минут, после чего нужно долить чайник до верха и можно приступать к чаепитию. Концентрированную заварку разбавляют кипятком непосредственно при розливе по чашкам, регулируя крепость напитка по вкусу. Иногда после однократного розлива заварку повторно заливают кипятком и настаивают, но не более одного раза и только при достаточном качестве чая.
В зависимости от индивидуальных вкусов к чаю (непосредственно в чашку) может добавляться сахар, лимон, мёд, варенье. Иногда чай пьют с молоком или сливками. Также в чай может добавляться бальзам, коньяк или ром. Встречается питьё чая с сахаром «вприкуску»: несладкий чай пьют, держа при этом во рту небольшой кусочек твёрдого сахара так, чтобы сахар «омывался» чаем, либо от кусочка сахара просто откусывают понемногу, запивая крошки сахара чаем. В прошлом питьё «вприкуску» было данью экономии, сейчас его иногда практикуют любители чая, считающие, что добавление сахара прямо в напиток портит его вкус.
Из чая также готовится напиток чифирь (чифир), представляющий собой очень крепкий, нередко и вываренный дополнительно чёрный чай, обладающий отчётливым психоактивным и стимулирующим действием, распространённый главным образом среди заключённых.

### Корея
В Корею чай проник из Китая в VII—VIII веках.
Корейцы готовят чай в посуде, подобной китайской, а последовательность заваривания чая такова: сначала в большую чашечку (мисочку) наливают кипяток, затем бамбуковой ложечкой засыпают чай, преимущественно зелёный.
Традиционными для Кореи являются фруктовые чаи, например, чай юча из юдзу.

## Статистика производства и потребления
Производство в 2016 году.
| Место | Страна    | тыс. тонн |
| ----- | --------- | --------- |
| 1.    | Китай     | 2 402     |
| 2.    | Индия     | 1 252     |
| 3.    | Кения     | 473       |
| 4.    | Шри-Ланка | 349       |
| 5.    | Турция    | 243       |
| 6.    | Вьетнам   | 240       |
| 7.    | Индонезия | 144       |
| 8.    | Мьянма    | 102       |
| 9.    | Аргентина | 90        |
| 10.   | Япония    | 80        |
|       | Всего     | 5954      |

Потребление чая на душу населения в некоторых странах
| Место | Страна                         | Потребление чая за год |
| ----- | ------------------------------ | ---------------------- |
| 1     | Турция                         | 6,96 фунта (3200 г)    |
| 2     | Ирландия                       | 4,83 фунта (2200 г)    |
| 3     | Великобритания                 | 4,28 фунта (1900 г)    |
| 4     | Россия                         | 3,05 фунта (1400 г)    |
| 5     | Марокко                        | 2,68 фунта (1200 г)    |
| 6     | Новая Зеландия                 | 2,63 фунта (1200 г)    |
| 7     | Чили (2018)                    | 2,62 фунта (1200 г)    |
| 8     | Египет                         | 2,23 фунта (1000 г)    |
| 9     | Польша                         | 2,20 фунта (1000 г)    |
| 10    | Япония                         | 2,13 фунта (970 г)     |
| 11    | Саудовская Аравия              | 1,98 фунта (900 г)     |
| 12    | ЮАР                            | 1,79 фунта (810 г)     |
| 13    | Нидерланды                     | 1,72 фунта (780 г)     |
| 14    | Австралия                      | 1,65 фунта (750 г)     |
| 15    | ОАЭ                            | 1,59 фунта (720 г)     |
| 16    | Германия                       | 1,52 фунта (690 г)     |
| 17    | Гонконг                        | 1,43 фунта (650 г)     |
| 18    | Украина                        | 1,28 фунта (580 г)     |
| 19    | Китай                          | 1,25 фунта (570 г)     |
| 20    | Канада                         | 1,12 фунта (510 г)     |
| 21    | Малайзия                       | 1,06 фунта (480 г)     |
| 22    | Индонезия                      | 1,01 фунта (460 г)     |
| 23    | Швейцария                      | 0,97 фунта (440 г)     |
| 24    | Чехия                          | 0,93 фунта (420 г)     |
| 25    | Сингапур                       | 0,81 фунта (370 г)     |
| 26    | Словакия                       | 0,80 фунта (360 г)     |
| 27    | Индия                          | 0,72 фунта (330 г)     |
| 28    | Китайская Республика (Тайвань) | 0,65 фунта (290 г)     |
| 29    | Швеция                         | 0,64 фунта (290 г)     |
| 30    | Венгрия                        | 0,62 фунта (280 г)     |
| 31    | Норвегия                       | 0,60 фунта (270 г)     |
| 32    | Австрия                        | 0,59 фунта (270 г)     |
| 33    | Финляндия                      | 0,54 фунта (240 г)     |
| 34    | США                            | 0,50 фунта (230 г)     |
| 35    | Аргентина                      | 0,47 фунта (210 г)     |
| 36    | Израиль                        | 0,45 фунта (200 г)     |
| 37    | Франция                        | 0,44 фунта (200 г)     |
| 38    | Вьетнам                        | 0,44 фунта (200 г)     |
| 39    | Республика Корея               | 0,37 фунта (170 г)     |
| 40    | Испания                        | 0,32 фунта (150 г)     |
| 41    | Дания                          | 0,32 фунта (150 г)     |
| 42    | Италия                         | 0,31 фунта (140 г)     |
| 43    | Бельгия                        | 0,28 фунта (130 г)     |
| 44    | Болгария                       | 0,24 фунта (110 г)     |
| 45    | Румыния                        | 0,16 фунта (73 г)      |
| 46    | Португалия                     | 0,14 фунта (64 г)      |
| 47    | Таиланд                        | 0,11 фунта (50 г)      |
| 48    | Филиппины                      | 0,06 фунта (27 г)      |
| 49    | Греция                         | 0,05 фунта (23 г)      |
| 50    | Венесуэла                      | 0,05 фунта (23 г)      |
| 51    | Перу                           | 0,05 фунта (23 г)      |
| 52    | Колумбия                       | 0,04 фунта (18 г)      |
| 53    | Бразилия                       | 0,04 фунта (18 г)      |
| 54    | Мексика                        | 0,03 фунта (14 г)      |

На 2010 год по абсолютному потреблению чая тройка мировых лидеров: Китай, Индия и Россия.

## Международная торговля чаем
В мировой торговле в 2017 году, чай занимал 373-е место среди наиболее торгуемых продуктов
Крупнейшими экспортерами чая (в 2017 г.) являлись:
- Кения ($1,38 млрд.) — 19 % от мирового оборота
- Шри Ланка ($1,37 млрд.) — 19 % от мирового оборота
- Китай ($1,3 млрд.) — 18 % от мирового оборота
- Индия ($786 млн.) — 11 % от мирового оборота
- Германия ($221 млн.) — 3,1 % от мирового оборота

Крупнейшими импортерами:
- Пакистан ($605 млн.) — 8,5 % от мирового оборота
- Россия ($512 млн.) — 7,2 % от мирового оборота
- США ($485 млн.) — 6,8 % от мирового оборота
- Великобритания ($387 млн.) — 5,4 % от мирового оборота
- Иран ($307 млн.) — 4,3 % от мирового оборота

## Действие на организм человека

### Состав
Чайный напиток представляет собой сложную комбинацию веществ, оказывающую многоплановое и в целом благотворное воздействие на организм человека. Общее число химических соединений, входящих в его состав, выделенных на конец XX века, составляет около 300, некоторые из них ещё не идентифицированы, а биохимическая роль некоторых из известных определена лишь в общих чертах.
Характерные группы веществ, присутствующих в чае:
- Дубильные вещества, в частности танин, ответственный за характерный терпкий вкус чая;
- Эфирные масла, сообщающие чаю аромат и влияющие на его вкусовые качества;
- Алкалоиды, прежде всего теин (чайный кофеин), благодаря которым чай воздействует на нервную систему;
- Белки и аминокислоты, оказывающие влияние на обмен веществ;
- Биологические пигменты, ответственные за окраску чая (теарубигены, теафлавины, каротин, хлорофилл, ксантофилл);
- Витамины. Основным является витамин Р, который укрепляет стенки сосудов, стабилизирует мембраны клеток. Широко представлены витамины группы В. В свежем чайном листе витамина С (аскорбиновой кислоты) содержится больше, чем в свежевыжатом соке лимона или апельсина[источник не указан 2160 дней].

Помимо этого в чае имеются органические кислоты, минеральные вещества, из которых отдельно можно отметить соединения фосфора, фтора и калия, углеводы, пектины. Соотношение количества тех или иных веществ во многом определяется видом и сортом чая, а присутствие их в готовом напитке — правильным завариванием.

### Воздействие на различные системы органов
Как утверждал Похлёбкин В. В., умеренное употребление чая оказывает благотворное воздействие на самые различные системы органов человека, что позволяет говорить о нём не только как о повседневном напитке, но и как о профилактическом, а иногда даже лечебном медицинском средстве.
Желудочно-кишечный тракт
Крепкий чай нормализует пищеварение, в том числе при тяжёлых желудочно-кишечных расстройствах. Теотанин обладает сильным бактерицидным действием. Исследования С. Я. Бердыевой (Туркменистан, 1955) подтвердили эффективность зелёного чая при лечении даже таких заболеваний, как дизентерия и брюшной тиф. Теотанин оказывает благотворное влияние на тонус желудочно-кишечного тракта. Кроме непосредственного действия активных компонентов чай способствует абсорбции и последующему выведению вредных веществ. Употребление чая после еды облегчает переваривание пищи, в том числе «тяжёлой» (жирной, мясной).
Сердечно-сосудистая система
Совместное действие танина и кофеина приводит к нормализации работы сердца, расширению сосудов, устранению спазмов, нормализации артериального давления. Долговременное воздействие чая на сосудистую систему основано главным образом на эффектах действия витамина P, который способствует укреплению стенок сосудов и повышению их эластичности, укрепляет печень, способствуя таким образом улучшению качества крови и насыщению её витаминами. В настоящее время препараты концентрированных катехинов, выделенных из чая, применяют для лечения тяжёлых внутренних кровоизлияний и поражений капилляров. Соли железа, содержащиеся в чае, усиливают циркуляцию крови. Китайские исследования 1980-х годов подтвердили, что настои улунов способствуют ликвидации тромбов, улучшению состояния сосудов и сильно понижают уровень холестерина в крови.
Органы дыхания
Во время питья чая объём вдыхаемого и выдыхаемого воздуха увеличивается по сравнению как с состоянием покоя, так и с питьём других напитков, в частности, кофе. При простудных заболеваниях органов дыхания чай полезен не только как потогонное и общеукрепляющее средство, но и как стимулятор дыхательной деятельности.
Мочевыделительная система и другие внутренние органы
Теобромин и кофеин стимулируют работу почек, поскольку обладают лёгким мочегонным действием. Отмечено, что в Китае, где в больших количествах употребляются качественные зелёные чаи и улуны, сравнительно редки заболевания, связанные с образованием камней в почках, мочевом пузыре и печени. Благодаря абсорбирующим свойствам чая он действует как средство очистки почек и печени от накапливающихся там вредных веществ.
Выведение радиоактивных веществ
Эксперименты на животных показывают, что танин способен поглощать стронций, и зелёный чай может использоваться для ускоренного выведения из организма изотопа стронция-90.
Обмен веществ
Стимулирующее действие, оказываемое чаем на отдельные системы органов, а также высокое содержание в нём витаминов, теоретически должно приводить к общему улучшению обмена веществ и, следовательно, состояния организма. В комплексе данные свойства чая современными научными методами не исследовались, хотя с древности чай рекомендовали как средство, способное улучшить общее состояние человека и излечить болезни, которые сейчас определяются как нарушения обмена веществ: ожирение, подагра, золотуха, отложение солей.
Лечение ожогов
На действии витамина P основано использование чая для лечения ожогов, в том числе химических и радиационных. Издавна существуют рецепты, рекомендующие для лечения повреждений кожи, ожогов кожи и слизистых растёртых чайных листьев, чайного настоя либо растёртого в порошок сухого чая.
Общеизвестен эффект действия чая на психическое состояние и работоспособность человека: чай действует как средство, одновременно успокаивающее, снимающее сонливость, повышающее общую работоспособность, снимающее головную боль и усталость, способствующее творческому мышлению. В отличие от ряда других тонизирующих средств, в том числе кофе, какао или чистого кофеина, чай действует длительно, мягко и не вызывает в нормальных дозах отрицательных эффектов для сердечно-сосудистой системы.
Чай действует на нервную систему, большей частью опосредованно. Непосредственно на кору головного мозга воздействует только одна группа веществ — ксантины, облегчающие процесс мышления. Алкалоиды — кофеин в сочетании с танином, теобромин, теофиллин и некоторые другие, — в нормальной дозе действуют успокаивающе, не повышая, а, наоборот, снимая возбуждение ЦНС. Реальное содержание кофеина в чае очень мало: хотя сухой чай содержит больше кофеина, чем кофейные зёрна, на заварку его расходуется заметно меньше, чем кофе. Прочие вещества, содержащиеся в чае, действуют опосредованно — через сердечно-сосудистую и мышечную системы. Эффект повышения работоспособности и эффективности мышления наступает главным образом из-за улучшения снабжения мозга кислородом, возникающего благодаря воздействию веществ чая на сосуды, сердце и лёгкие. Снятие спазмов сосудов, общее улучшение кровоснабжения мозга быстро снимает усталость нервных клеток, а поскольку именно она обычно ответственна за общее чувство усталости (современный человек редко действительно устаёт физически) — человек чувствует себя отдохнувшим. Этим же отчасти обусловлено действие чая на психическое состояние в целом — человек, почувствовав себя лучше, естественно, становится спокойнее и благодушнее.

### О возможном вреде чая
Современной наукой явных отрицательных последствий потребления нормального чая не выявлено (под «нормальным» здесь понимается, независимо от типа, достаточно высокого качества чай, который правильно хранился, был правильно заварен и не был употреблён в чрезмерном количестве).

#### Предубеждения
Существуют представления о вредных свойствах чая, не нашедшие подтверждения при объективной проверке и, тем не менее, продолжающие хождение не только в широкой публике, но и в медицинской среде. В частности, можно встретить утверждения:
- Из-за наличия в его составе кофеина (диапазоны содержания кофеина на чашку чая: чёрный чай 23 — 110 мг, улун 12 — 55 мг, зелёный чай 8 — 36 мг, белый чай 6 — 25 мг[43]) чай вреден для сердца и может быть опасен для больных гипертонией. — Здесь смешивается отрицательное воздействие чистого кофеина в больших дозах и чая, который содержит значительно меньше кофеина, чем даже кофе, причём в комплексе с танином, образуя таннат кофеина. Он действует на сердце и сосуды гораздо мягче, чем чистый кофеин, и очень быстро выводится, не накапливаясь в организме. Как отмечено выше, в действительности чай благотворно влияет на сердечно-сосудистую систему и скорее полезен гипертоникам, чем опасен для них;
- Крепкий чай (или просто танин в дозе 2,5—3 грамма) может вызвать проблемы с желудочно-кишечным трактом (ЖКТ) и даже запор. — Представление об отрицательном влиянии танина на работу ЖКТ проверялось экспериментально и было опровергнуто[18];
- Чай — это разновидность лёгкого наркотика. — В чае нет психоактивных веществ и соединений, за исключением кофеина в крайне малых дозах. Представлять привыкание к чаю как наркотическое нельзя, так как человек всегда легко может отказаться от чая, не испытывая при этом характерных физиологических проявлений абстиненции, а само привыкание имеет другую природу: оно основано на улучшении общего состояния человека, регулярно пьющего чай;
- Чай, в особенности крепкий, плохо влияет на кожу, на цвет лица, вызывает бессонницу, недержание мочи, физическую слабость, нервные припадки, головокружение, ослабление зрения. — Никаких клинических исследований, которые бы подтверждали что-либо из перечисленного, не существует.

Предубеждение против крепкого чёрного чая также малообоснованно. Похлёбкин, ссылаясь на мнение профессора С. Д. Кислякова, замечает, что вреднее для организма слишком жидкий чай, так как при его употреблении проявляется отрицательное действие большого количества горячей воды и совершенно не проявляются полезные свойства самого чая.

#### Факты
Реальную опасность может представлять некачественный чай, изготовленный с нарушениями технологии (например, чёрный чай, подгоревший при окончательной сушке), либо чайные суррогаты (подделки), изготовленные с применением вредного для здоровья сырья. Также может быть опасен чай, хранившийся рядом с вредными веществами. Чай чрезвычайно легко впитывает пары посторонних веществ и в случае хранения совместно с ядохимикатами, моющими средствами или другими вредными веществами может стать просто ядовитым. Ядовитые вещества могут попасть в чай из почвы, если при выращивании чайного куста нарушалась технология использования удобрений и ядохимикатов. Отравление таким чаем особо опасно из-за чрезвычайно затруднительной диагностики. Вредный для здоровья чай может быть выработан из сырья, произрастающего на заражённой ядовитыми веществами почве, в связи с чем в последние годы уделяется всё больше внимания экологии чайного производства.
Также может нанести вред здоровью грубое нарушение технологии заваривания чая. При вываривании чая, его кипячении, длительном прогревании заварки многие полезные вещества чая разрушаются, а в настой выделяются нерастворимые обычно алкалоиды, которые могут оказать вредное, в частности, канцерогенное воздействие.
Как подтвердили исследования последних лет, питьё чрезмерно горячего чая повышает вероятность рака пищевода. Правда, это говорит не о вреде чая как такового, а об опасности определённого способа его употребления (питьё горячей воды столь же опасно). По данным Тегеранского университета, тёплый чай (до 65 °C) практически безопасен, температура напитка выше 65 °C увеличивает вероятность рака пищевода вдвое, выше 70 °C — в восемь раз. В определённой степени от опасности защищает привычка пить чай с молоком — добавление молока охлаждает напиток. Есть сведения, что риск рака пищевода существенно выше, если горячий чай пить без какой-либо еды.

### Изменение свойств при добавлении молока
Различные независимые исследования утверждают, что при добавлении в чай молока он теряет ряд полезных свойств. В частности, исчезает положительное воздействие на сердечно-сосудистую систему, уменьшается противораковый эффект за счёт снижения уровня антиоксидантов.
Поскольку присутствующий в молоке кальций связывает около 40 % кофеина, чаю с молоком (а также кофе с молоком) не присущи возбуждающие эффекты кофеина:152.

### Взаимодействие с лекарствами
Кофеин и другие вещества, содержащиеся в чае, могут взаимодействовать с принимаемыми одновременно лекарствами, поэтому отнюдь не всякое лекарство можно запивать чаем. В частности, кофеин может изменять всасывание эрготамина; взаимодействие кофеина с оральными контрацептивами порой приводит к слабовыраженным психическим расстройствам. Производные ксантина, взаимодействуя с ингибиторами моноаминоксидазы, способны вызывать головную боль и повышение артериального давления. При смешивании с чаем нейролептиков (галоперидола, аминазина) замедляется их всасывание. Дубильные вещества, которых содержится много в крепко заваренном и прокипячённом чае, образуют трудно растворимые соединения с аминазином, галоперидолом, препаратами морфина, кодеина, атропина — по этой причине данные сочетания порой используются для отравления:150.
Кофеин усиливает анальгетический эффект ацетилсалициловой кислоты и парацетамола. Запивание барбитуратов (барбитал, фенобарбитал) стаканом тёплого некрепкого чая может улучшать всасывание препаратов и прохождение через гемато-энцефалический барьер:150.

## Напитки на основе чая
Помимо множества рецептов напитков из чая с различными вкусовыми и ароматическими добавками, которые можно считать вариантами собственно чайного напитка, в кулинарии известны самостоятельные напитки, в которых чай используется на равных с другими ингредиентами. Среди них можно отметить:
Кастард (custard, яичный чай)
Популярный в Англии напиток из чая, сливок и яичных желтков. На литровый чайник берут 5-6 ложек чёрного индийского чая, заливают 100 г крутого кипятка, затем, сразу же — 500 г кипящих сливок и настаивают 10-12 минут. Затем предварительно растёртые и взбитые с сахаром яичные желтки (4-5 желтков и 125 г сахара), разведённые 0,5 стаканом чая, вливают в чайник и несколько минут размешивают ложкой, чтобы не дать желткам свернуться. Затем получившуюся смесь настаивают ещё 2-3 минуты.
Пьют сразу после приготовления, горячим. Напиток отличается своеобразным вкусом и большой питательной ценностью.
Грог
Алкогольный напиток, который готовится из очень крепкого чая, рома и сахара. По одной из версий, он был придуман английскими матросами после того, как половину традиционной винной порции на британском флоте заменили на чай. Название напитка связывают с прозвищем адмирала Эдварда Вернона.
Существует множество различных рецептов грога. Так, вместо рома может применяться коньяк, бренди или даже водка, соотношение чая и спиртного в напитке также может различаться. Часто грог дополняется пряностями, в частности, гвоздикой, корицей, перцем. Может также добавляться лимон или лайм. В любом случае для «классического» грога заваривается очень крепкий чёрный чай (приблизительно 50 г сухого чая на 750—1000 г воды) сахар с водой и частью рома кипятится до растворения сахара. Настоявшийся чай перемешивают с сиропом и оставшимся ромом. Пряности могут добавляться в сироп при кипячении, либо прямо в готовый напиток.
Грог пьют горячим. Крепкий грог оказывает чрезвычайно сильное возбуждающее действие, активизирует сердечную деятельность и дыхание, вследствие чего его можно использовать как профилактическое средство против простуды в случаях сильного переохлаждения, для быстрого обогрева, для преодоления (правда, на короткий срок) упадка сил и усталости.
Чайный кисель
Готовится из чая (как чёрного, так и зелёного либо их смеси), фруктового сока, сахара и крахмала. Может дополняться ванилью, гвоздикой или корицей. В чай обычной или чуть более сильной крепости (1-2 ложки чая на стакан) добавляется большое количество сахара, после чего туда кладётся крахмал; смесь размешивается до загустения и разбавляется фруктовым соком.
Напиток охлаждается и подаётся в холодном виде.

## Другие способы использования чая
Чай может быть использован далеко не только для приготовления напитков, он применяется ещё множеством способов в самых разных областях.

### В медицине
Сильное бактерицидное действие чая подтверждено экспериментально. Издавна известны рецепты применения чая в виде сухого порошка, листьев, экстракта или настоя в медицинских целях, в том числе для лечения язв, ожогов, промывания гноящихся глаз, остановки рвоты. Современная фармацевтическая промышленность вырабатывает из чая (в том числе из отходов чайного производства) кофеин, а из грубых нижних листьев — витамин P. Препараты витамина P применяются, в частности, при лечении внутренних кровоизлияний и при лучевой болезни. Чайные экстракты использовались как успокаивающее и болеутоляющее средство, в некоторых случаях заменяющее морфий.
Употребление хотя бы одной чашки горячего чая в день заметно понижает вероятность развития глаукомы — одной из главных причин полной потери зрения, говорится в статье, опубликованной в British Journal of Ophthalmology.

### В кулинарии
Наиболее широкое кулинарное применение, не связанное с чайным напитком, чай находит в Китае и других странах этого региона.
Растёртый в порошок сухой чай (маття) используется как приправа к самым различным блюдам. Любопытно, что в Китае и Бирме распространено использование чая в кулинарии в сочетании с чесноком. При этом не только комбинируются питательные свойства и бактерицидное действие обеих приправ, но и также приглушается запах чеснока, который многие считают неприятным.
Свежие чайные листья в сыром виде, как салат, едят в Бирме, в Тибете их используют в качестве ингредиента при варке супов. Кроме того, в этих регионах готовят так называемый квашеный, или силосированный чай. Он имеет несколько названий: леппет-со (в Бирме), мианг (в Таиланде), пиклд-ти (английское название). В Бирме и Таиланде этот тип чая — основной по объёму потребления. Свежесобранные чайные листья (обычно — грубые нижние, не идущие на приготовление обычного чая) кратковременно обрабатываются в кипящей воде, несколько минут сушатся на воздухе, после чего закладываются в выложенную бамбуком яму или набиваются в пустотелые крупные стволы бамбука. Масса листьев спрессовывается, помещается под гнёт и изолируется от воздуха. В таком виде она выдерживается от нескольких дней до полугода. Транспортируют её в герметично закрытой таре. Перед употреблением листья в течение 1—2 минут варят в подсоленной воде. Употребляют их как салат.

### В пищевой и косметической промышленности
Разработаны методы получения из чая пищевых красителей жёлтого, зелёного и коричневого цветов. Эти красители применяются в кондитерской промышленности (в частности для окрашивания мармелада и драже), их достоинство в абсолютной естественности и безвредности для человека, более того, чайный пищевой краситель содержит витамин P. В косметике чай также может применяться в качестве красителя, например, в составе красок для волос.

### Прочие применения
Из семян чайного растения вырабатывается чайное масло. По составу и свойствам оно близко к оливковому, в особенности масло холодного отжима. Применяется в различных отраслях. В частности:
- в качестве смазочного масла для высокоточных приборов в приборостроении;
- в пищевой промышленности — как заменитель оливкового масла (только масло холодного отжима);
- в мыловарении используется масло горячего отжима, содержащее сапонин, благодаря которому получается мыло с хорошими моющими и бактерицидными свойствами, естественной окраски.
- в производстве косметических препаратов.
- в производстве чая — для пропитки деревянной тары, что придаёт ей стойкость к влаге и запахам.

В Китае не только масло, но и жмыхи чайных семян, содержащие 7-8 % сапонина, применяются в порошкообразном виде в качестве средства от садовых вредителей, безвредного для растений и человека, а также в виде брикетов — для мытья волос.

## В литературе и искусстве
Одно из ранних упоминаний чая в русской литературе принадлежит Антиоху Кантемиру. В комментариях к своей Второй сатире «На зависть и гордость дворян злонравных» (написана в России, ходила в списках, издана в 1762 году) он отмечает:
Всем известно же, что лучший чай (пахучий и вкусный листок древа, так называемого) приходит из Китая и что, того листика вложив щепоть в горячую воду, вода та становится, приложив кусок сахару, приятное питье.
- В русской живописи
- Т. Е. Мягков. Семейство за чайным столом. 1844 г.
- В. Г. Перов. Чаепитие в Мытищах, близ Москвы. 1862 г.
- А. И. Морозов. За чаепитием. До 1904 г.
- В. Е. Маковский. За чаем. 1914 г.
- Б. М. Кустодиев. Купчиха, пьющая чай. 1923 г.

- В иностранной живописи
- 明·文徵明. 惠山茶会图. 1518 г.
- B. J. Denner. Portrait einer Dame beim Tee. 1732 г.
- I. R. Wiles. Russian Tea. Около 1896 г.
- C. B. Pinheiro. A chávena de chá. 1898 г.
- W. McG. Paxton. Tea Leaves. 1909 г.